# تاليسون تيكسيرا
تاليسون تيكسيرا (بالبرتغالية: Tallison Teixeira؛ مواليد 7 ديسمبر 1999) هو مُقاتل فنون قتالية مختلطة برازيلي، يُنافس في الوزن الثقيل في يو إف سي. أصبح محترفًا منذ عام 2021، وحصل على عقده في يو إف سي في سلسلة منافسات دانا وايت، محققًا فوزًا بالضربة القاضية في الجولة الأولى. اعتبارًا من 24 يونيو 2025، يحتل المركز 13 في تصنيفات يو إف سي للوزن الثقيل.

## البطولات والإنجازات
- يو إف سي
  - أداء الليلة (مرة واحدة) ضد جاستن تافا[3]

## سجل فنون القتال المختلطة
| السجل المهني |       |         |
| 8 نزال       | 8 فوز | 0 خسارة |
| ضربة قاضية   | 7     | 0       |
| إخضاع        | 1     | 0       |

| النتيجة | السجل | الخصم              | الطريقة                                     | الحدث                              | التاريخ        | الجولة | الوقت | المكان                           | الملاحظات                     |
| ------- | ----- | ------------------ | ------------------------------------------- | ---------------------------------- | -------------- | ------ | ----- | -------------------------------- | ----------------------------- |
| فاز     | 8–0   | جاستن تافا         | ضربة فنية قاضية (بالركبة على الجسم والمرفق) | يو إف سي 312                       | 8 فبراير 2025  | 1      | 0:35  | سيدني، أستراليا                  | أداء الليلة.                  |
| فاز     | 7–0   | آرثر لوبيز         | ضربة قاضية (باللكمات)                       | سلسلة منافسات دانا وايت (الموسم 8) | 17 سبتمبر 2024 | 1      | 1:57  | لاس فيغاس، الولايات المتحدة      |                               |
| فاز     | 6–0   | ماتيوس فونسيكا     | ضربة قاضية (ركلات للرأس واللكمات)           | إل إف إيه 183                      | 3 مايو 2024    | 1      | 1:55  | ريو دي جانيرو، البرازيل          |                               |
| فاز     | 5–0   | آرثر فونسيكا       | ضربة فنية قاضية (باللكمات)                  | إل إف إيه 175                      | 27 يناير 2024  | 1      | 3:31  | كاجامار، البرازيل                |                               |
| فاز     | 4–0   | خوليو دوس سانتوس   | ضربة فنية قاضية (باللكمات)                  | دومينيوم إف سي 20                  | 7 أكتوبر 2023  | 1      | غ/م   | كامبيناس، البرازيل               |                               |
| فاز     | 3–0   | فرناندو كاتو       | ضربة قاضية (بلكمة)                          | بطولة القتال البارزة 37            | 3 سبتمبر 2022  | 1      | 0:24  | ساو باولو، البرازيل              |                               |
| فاز     | 2–0   | كايو رابيلو        | ضربة قاضية (بلكمة)                          | بانتانال إف سي 26                  | 27 نوفمبر 2021 | 1      | 0:30  | كوستاريكا، البرازيل              |                               |
| فاز     | 1–0   | كارلوس فيكتور سينا | إخضاع (شريط الذراع المثلث المقلوب)          | إم إف فايترز 6                     | 30 أكتوبر 2021 | 1      | 4:40  | ساو جوزيه دو ريو بريتو، البرازيل | الظهور الأول في الوزن الثقيل. |

## وصلات خارجية
- تاليسون تيكسيرا على يو إف سي
- سجل الفنون القتالية المختلطة المهني لـ تاليسون تيكسيرا على شيردوغ
- تاليسون تيكسيرا على تابولوجي